# پانفیلوو (سرزمین آلتای)
پانفیلوو (به لاتین: Panfilovo) یک منطقهٔ مسکونی در روسیه است که در سرزمین آلتای واقع شده‌است.